# Unité 29155
L'unité 29155 du 161e centre de formation spéciale de la direction générale des renseignements (GRU) de l'État-Major des Forces armées de la fédération de Russie, est une unité chargée de la planification et de l'organisation des opérations clandestines du renseignement militaire russe à l'étranger, notamment des assassinats ciblés et des campagnes d'ingérence en Europe. L'unité est suivie par les spécialistes en cybersécurité sous les noms Cadet Blizzard, Ember Bear (Bleeding Bear), Frozenvista, UNC2589 et AUC-0056.

## Histoire
Constituée pendant la guerre froide au sein de la direction générale du renseignement pour entrainer les cadres des guérillas communistes, l'unité 29155 n'a pas été démantelée à la chute de l'URSS. Réactivée au moins depuis 2008, sa structure est alors composée comme une petite cellule d'une vingtaine de personnes. De 2013 à 2019, l'unité est dirigée par le général Andreï Averianov.

## Organisation
Le quartier général de l'unité 29155 se situe dans le district d'Izmaïlovo à Moscou.

### Base clandestine en France
Entre 2014 et 2018, l'unité 29155 dispose d'une base arrière et logistique en Haute-Savoie, à proximité de Genève (Annemasse, Évian et Chamonix) afin de lancer des opérations secrètes – dont des assassinats ciblés – dans toute l’Europe. Atterrissant à Roissy, Lyon, Nice et Genève, les agents clandestins de l'unité 29155 se rendent alors en Haute-Savoie dans cette étape dite « de sécurité » avant d'atteindre leur destination finale en Europe.

## Opérations
Des enquêtes de l'ONG Bellingcat,,, spécialisée dans la vérification des faits et le renseignement d'origine sources ouvertes, ainsi que des investigations de plusieurs médias (The New York Times, The Washington Post, Le Monde, The Insider, Radio Free Europe) attribuent à l'unité 29155 et documentent plusieurs opérations clandestines d'empoisonnement et de campagne d'ingérence depuis 2014, principalement en Europe.

### Empoisonnement du marchand d'arme bulgare Emilian Gebrev (2015)
En 2015, l'unité 29155 est impliquée dans le double empoisonnement présumé du marchand d'arme bulgare Emilian Gebrev – ce dernier ayant fourni des armes à la Géorgie lors du conflit avec la Russie en 2008. D'après une enquête de l'ONG Bellingcat et du média d'investigation The Insider, 8 officiers de l'unité 29155 ont été impliqués dans l'opération.
En avril 2015, un des agents de l'unité asperge de poison organophosphoré les poignées de portière de la voiture du fabricant d'armes, alors que ce dernier assiste à une réunion commerciale dans un restaurant de Sofia. Après avoir été en contact avec le poison, Emilian Gebrev, pris d'hallucinations et de vomissement tombe dans le coma le soir même ; il est hospitalisé à l'Académie de médecine militaire de Sofia mais survit. Son fils et un collègue qui l'accompagnent développent des symptômes similaires, quoique moins graves. Un mois après cet empoisonnement attribué au novitchok, Emilian Gebrev et son fils sont de nouveau empoisonnés dans leur résidence secondaire au bord de la mer Noire ; soignés, ils survivent tous deux.

### Programme de primes russes (2018)
En juin 2020, le New York Times rapporte que l'unité 29155 du GRU s'est vu confier le versement de primes à des combattants liés aux talibans en Afghanistan pour qu'ils tuent des soldats américains. Le Washington Post indique que des renseignements suggèrent l'existence d'un programme de primes russes remontant à 2018 et rapporte que l'administration Trump a été informé par les services de renseignement début 2019. Les responsables de l'administration Trump nient avoir été informé ; de leur côté la Russie,, et les talibans nient l'existence du programme supposé.
Ce programme supposé de primes russes constitue l'une des controverses de la campagne lors de l'élection présidentielle américaine de 2020. En avril 2021, l'administration Biden indique que la communauté du renseignement américain n'a qu'une « confiance faible à modérée » dans les allégations du programme de primes russes.

### Elena et Nikolai Saposnikov
Le 28 avril 2024, deux espions russes « clandestins » de l'unité 29155, Elena et Nikolai Saposnikov, naturalisés tchèques, installés depuis une quinzaine d'année, Villa Elena, à Frama en Chalcidique, en Grèce, sont démasqués par les services de renseignements tchèques. Ces deux personnages et le lieu ont servi de refuge, depuis plus de quinze ans, aux membres de l'unité 29155 pour des actions de déstabilisation, d’élimination ou de sabotage,,,,.